# Ё
Ë, ë (cursiva Ë, ë) es una letra del alfabeto cirílico, séptima en los alfabetos ruso y bielorruso.

## Orígenes

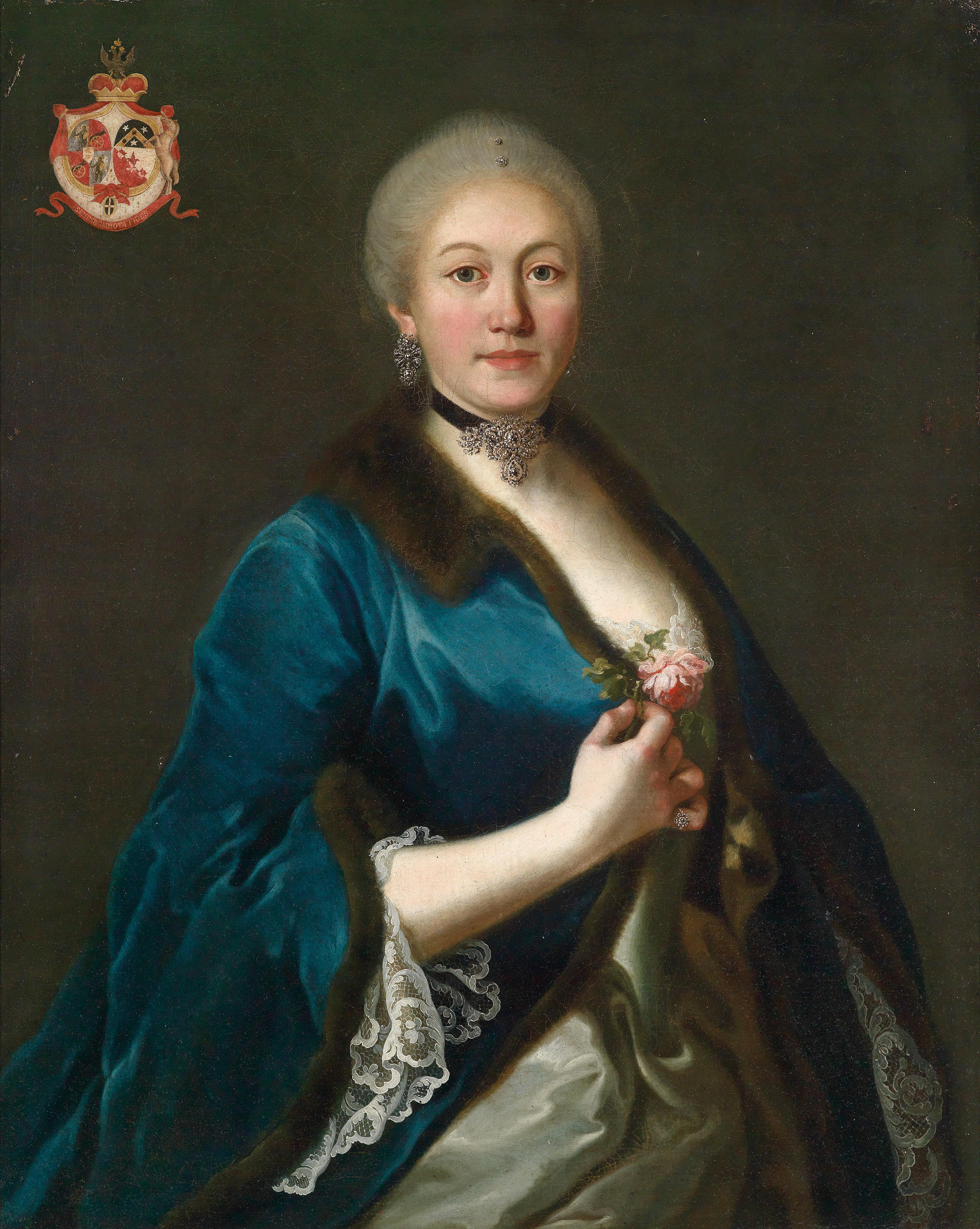
La princesa Yekaterina Dashkova propuso la creación de Ë.

Inventada en 1783 por Yekaterina Dashkova, fue usada por primera vez, entre otros, en 1797 por el historiador y escritor ruso Nikolay Karamzin para reemplazar la combinación ‘іо’ en algunos casos (ver más abajo).

## Uso
Ë es idéntica en forma tanto a la Е cirílica como  a la E latina, excepto por la diéresis. Este signo diacrítico no cumple una función regular en ruso (como lo hace en alemán o francés), y solo es usado para diferenciar esta letra Ë (/yo/) de E (/ye/).
Se utiliza en los idiomas ruso, bielorruso y rusino, al igual que en muchos de los idiomas del Cáucaso y túrquicos que usan o usaron el alfabeto cirílico, pero no en muchos de los otros idiomas eslavos. (Lo cual es interesante pues el búlgaro no utiliza esta letra, en su lugar utiliza "ьо" después de consonante —que además es el único caso donde signo suave es utilizado en el búlgaro moderno— o йo después de vocal o al inicio de palabra.)
Representa una О iotizada o palatalizada  (/jo/ como yo en  yoga, o /ʲo/), excepto después de las consonantes postalveolares fricativas, como ж, ч, ш y щ, cuando representa una simple /o/ (Ejemplo: la palabra пошёл /poʃol/). Siempre que esta letra aparece en una palabra, el acento recae sobre su sílaba.
Allí dónde aparece este sonido en ruso, se corresponde históricamente a /jе/, un hecho que puede verse al compararlo con otros idiomas eslavos:  моё (el posesivo mi neutro singular en nominativo y acusativo) es moje en polaco.
Aunque es de uso común desde después de la Segunda Guerra Mundial, en el ruso impreso aun Ë sigue escribiéndose como Е debido a su similitud y la habilidad de los ruso-hablantes de saber, por contexto, que sonido está representando. De manera obligatoria se utiliza en diccionarios, libros para niños y textos para el aprendizaje del ruso como lengua extranjera. Pero el hecho es que esto genera cierta confusión tanto en los hablantes nativos como no nativos. Algo que se ve reflejado por ejemplo a la hora de hacer transcripciones de los nombres a otros alfabetos. También algunos nombres y palabras en ruso han cambiado debido a esto. Algunas han remplazado su ‘ё’ por ‘е’, y viceversa, su ‘е’ por ‘ё’. En palabras de origen extranjero se utiliza ё únicamente en palabras de origen alemán o húngaro con ö/ő, como por ejemplo Gerhard Schröder, cuyo apellido es transliterado en ruso como Шpёдep.
Algunos escritores rusos (como por ejemplo Aleksandr Solzhenitsyn) y periódicos (como la Literaturnaya Gazeta) siempre publican sus textos utilizando la letra Ë.
En bielorruso y rusino es incorrecto reemplazar "ё" con "е"

## Tabla de códigos
| Codificación de caracteres | Tipo      | Decimal | Hexadecimal | Octal  | Binario             |
| -------------------------- | --------- | ------- | ----------- | ------ | ------------------- |
| Unicode                    | Mayúscula | 1025    | 0401        | 002001 | 0000 0100 0000 0001 |
| Unicode                    | Minúscula | 1105    | 0451        | 002121 | 0000 0100 0101 0001 |
| ISO 8859-5                 | Mayúscula | 161     | A1          | 241    | 1010 0001           |
| ISO 8859-5                 | Minúscula | 241     | F1          | 361    | 1111 0001           |
| KOI 8                      | Mayúscula | 179     | B3          | 263    | 1011 0011           |
| KOI 8                      | Minúscula | 163     | A3          | 243    | 1010 0011           |
| Windows 1251               | Mayúscula | 168     | A8          | 250    | 1010 1000           |
| Windows 1251               | Minúscula | 184     | B8          | 270    | 1011 1000           |
Sus códigos HTML son: Ё o Ё para la mayúscula, y ё o ё para la minúscula.
Ø̪ͣͤ ЁА АЁ ЁЕ ЕЁ ЁЁ

## Véase también

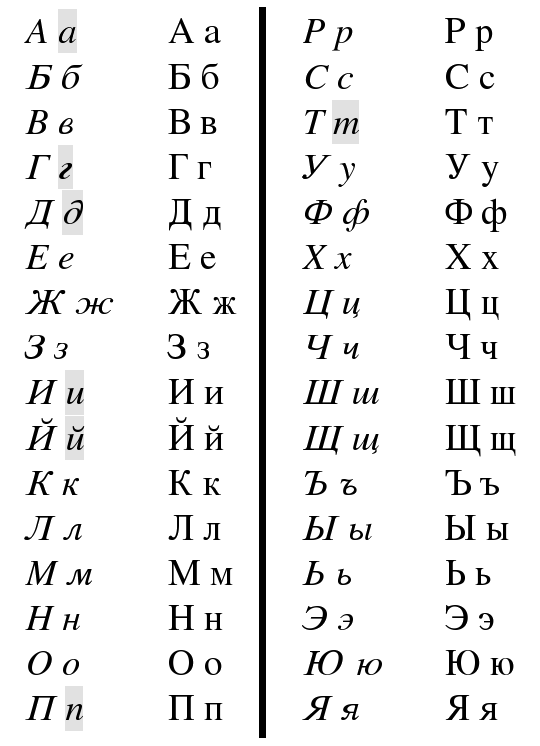
Las destacadas en cursivas tiene un script particular.